# Trilogia del Sole Nero
La Trilogia del Sole Nero (The Coldfire Trilogy) è una saga fantasy/fantascienza della scrittrice statunitense Celia S. Friedman, tradotta in italiano da Annarita Guarnieri e pubblicata da Editrice Nord nel 1996 e 1997.
Comprende tre volumi:.
- Il Cavaliere del Sole Nero (Black Sun Rising), 1991
- L'Oceano del Sole Nero (When True Night Falls), 1993
- La Corona Nascosta (Crown of Shadows), 1995

Nel 2012 è stato pubblicato in inglese come e-book il racconto Dominion, prequel della trilogia ambientato alcuni secoli prima degli eventi descritti nei tre romanzi con protagonista lo stregone Gerald Tarrant..

## Ambientazione
La saga è ambientata in un lontano futuro sull'immaginario pianeta di Erna, raggiunto da coloni provenienti dalla Terra circa 1200 anni prima dei principali avvenimenti della storia.
I coloni ben presto si accorsero che Erna non è un pianeta come gli altri, ma è animato da una sorta di fluido di energia, chiamato Fae, in grado di reagire in modo incontrollato ai pensieri degli esseri viventi e dare così vita ai desideri e alle paure di chi lo popola.
A causa di questa caratteristica di Erna i coloni hanno ben presto perso gran parte delle tecnologie in loro possesso, perché è sufficiente la paura di qualcuno che un oggetto meccanico esploda loro in mano per rischiare che questo abbia davvero un malfunzionamento.
Con il tempo però alcune persone hanno imparato a sfruttare il Fae a proprio vantaggio, modellandolo attraverso frasi e gesti che ricordano antiche formule magiche, e un numero molto limitato di individui, chiamati adepti, sono anche in grado di vedere lo scorrere delle correnti del Fae e di modificarle con la loro volontà.
Dopo 1200 anni dall'arrivo dei coloni, gli uomini vivono in un precario equilibrio con Erna. Il livello tecnologico ricorda quello medievale - ci si muove a cavallo o in barche a vela raramente dotate anche di una turbina a vapore, e si preferiscono armi come spade e balestre alle più pericolose pistole che possono incepparsi o esplodere senza preavviso - e si fa spesso ricorso a oggetti "lavorati", ossia incantati da maghi e adepti in grado di modellare il Fae.
Sono inoltre nate diverse organizzazioni religiose, alcune incentrate sul culto di piccole divinità generate dal Fae, altre il cui obiettivo è limitare l'influenza incontrollata della mente umana sul Fae. La più importante di queste ultime è sicuramente la Chiesa dell'Unificazione, in gran parte basata sugli scritti e sugli insegnamenti del Profeta vissuto circa 900 anni prima.

## Astronomia e Geografia di Erna
Climaticamente e morfologicamente Erna è un pianeta abbastanza simile alla Terra, adatto alla vita di piante e animali autoctoni e allo sviluppo degli uomini, benché abbia un'attività sismica e vulcanica più intensa e frequente.
Una delle principali differenze con la Terra, oltre ovviamente alla presenza del Fae, è l'alternarsi del giorno e della notte. Oltre alla stella a cui ruota intorno e che illumina il pianeta durante quello che è propriamente chiamato giorno, la luce è fornita anche dalle sue tre lune Prima, Domina e Casca e dal Nucleo, un insieme di migliaia di stelle lontane, al centro della galassia della quale Erna e il suo sole occupano uno dei rami più esterni.
Quando le tre lune e il Nucleo sono contemporaneamente visibili sono in grado di fornire una luce paragonabile a quella diurna, mentre talvolta capita che per alcuni minuti tutti i corpi celesti si trovino al di sotto dell'orizzonte, lasciando il pianeta nella completa oscurità. Questo fenomeno è chiamato Vera Notte ed è particolarmente temuto dagli abitanti di Erna in quanto libera il Fae Oscuro in grado di generare demoni e creature mostruose dalle paure della gente.
Durante la serie sono descritti due principali continenti su Erna: il continente occidentale dove abitano la maggior parte degli abitanti del pianeta, e il continente orientale, raggiunto da alcune spedizioni di colonizzatori secoli prima. I due continenti sono separati da un oceano, al cui centro si trova una zona particolarmente pericolosa pin quanto sede di una forte attività vulcanica sottomarina.
Il primo ed il terzo romanzo sono ambientati nelle terre ad est del continente occidentale, dove gli insediamenti umani sono concentrati intorno alla grande città di Jaggonath - sede tra le altre cose del Patriarca dell'Est della Chiesa dell'Unificazione - e ad alcuni insediamenti costieri. Più a nord, separato da uno stretto di mare chiamato Il Serpente, si trova una terra particolarmente sismica e montagnosa, dove si trova anche il vulcano Monte Shaitan, e la grande Foresta del Cacciatore. Ad est di Jaggonath si trovano le selvagge terre abitate dai Rakh, una razza originaria di Erna simili a grandi felini umanoidi, separate dalle terre circostanti da una strana barriera di Fae chiamata la Volta.
Il continente orientale è descritto del secondo volume della trilogia. È diviso in due grandi parti, la più a nord delle quali ricca e popolata,  l'altra desertica e quasi disabitata.

## Il Fae
Il Fae è una sorta di flusso di energia che scorre dentro Erna e circonda la sua superficie. È in grado di reagire ai pensieri delle persone, e alcuni individui sono in grado di manipolarlo, o più precisamente di lavorarlo, ottenendo così una sorta di incantesimi.
Esistono almeno quattro diversi tipi di Fae:
- Il Fae della Terra

È il Fae più comune e quello più spesso utilizzato da maghi e adepti, fluisce attraverso la superficie e deriva dall'attività sismica e vulcanica di Erna. Durante i terremoti si liberano in modo improvviso grandissime quantità di Fae della terra, ma chi tentasse di incanalarne l'energia in quel momento ne sarebbe ucciso.
- Il Fae delle Maree

Generato dall'influenza delle tre lune di Erna sui mari, è una forma misteriosa e potente di Fae, ma allo stesso tempo imprevedibile e poco duratura. Tra gli umani, raramente gli uomini riescono a vederlo o avvertirlo. Alcune donne possono vederlo, senza però riuscire a controllarlo, mentre i Rakh lo utilizzano apertamente e in modo quasi inconscio.
- Il Fae Solare

È generato dal sole di Erna e dalle stelle che compongono il Nucleo ed è forse la forma più potente di Fae, ma è praticamente impossibile da lavorare. Solo una volta, molto tempo prima dell'epoca in cui è ambientata la storia, il Fae solare fu lavorato attraverso la volontà congiunta di un gran numero di fedeli della Chiesa dell'Unificazione per creare delle armi in grado di purificare la grande Foresta del Cacciatore. Il tentativo di uccidere il Cacciatore non ebbe successo e la tecnica per lavorare il Fae solare è andata persa nel tempo. Di quelle armi ne sopravvivono solo alcuni esemplari, conservati come grandi reliquie.
- Il Fae Oscuro

È il più potente tipo di Fae usabile dagli umani, ma solo in pochi osano farlo. Trae il suo potere dall'oscurità e raggiunge il suo apice durante i periodi di Vera Notte, quando non c'è nessun'altra forza in grado di contrastarlo. È un Fae subdolo e molto sensibile, in grado di dare vita alle più grandi paure delle persone.

## Trama

### Il Cavaliere del Sole Nero
Il Reverendo Damien Vryce, sacerdote guerriero della Chiesa dell'Unificazione, viene inviato nella città di Jaggonath, sede del Patriarca dell'Est della sua Chiesa, per insegnare ad alcuni novizi ad usare il Fae per fini coerenti con il proprio ruolo, come per operare guarigioni.
A Jaggonath incontra inoltre Ciani di Faraday, un'adepta che gestisce un negozio di oggetti magici, ed il suo assistente Senzei Reese.
Quando Ciani, di cui si è innamorato, viene attaccata da alcune strane creature che le rubano la memoria e le capacità da adepta, Damien decide di partire insieme a Senzei all'inseguimento delle creature, in direzione delle misteriose terre dei Rakh.
Durante il viaggio Damien, Ciani e Senzei fanno la conoscenza di Gerald Tarrant, uno strano adepto che si rivelerà ben presto essere molto più di quello che sembra.
Per tenere fede a un giuramento Tarrant si unisce al gruppo, nonostante l'opposizione di Damien che scoperta la sua vera identità vorrebbe ucciderlo.
Dopo una serie di avventure, e dopo essersi imbattuti in una tribù Rakh, Damien e i suoi compagni riescono a scoprire l'identità del nemico che si cela dietro le creature che hanno attaccato Ciani, a raggiungere la sua fortezza costruita sopra una faglia tettonica e a scatenare un terremoto che uccide il nemici e fa crollare l'edificio e le gallerie sottostanti.
Muore così anche la creatura che aveva aggredito Ciani, restituendo all'adepta tutti i suoi ricordi.
Damien scopre infine che le creature non era altro che Rakh artificialmente mutati dalla Signora di Lema e che a est, oltre l'oceano, si trova qualcuno che sta facendo la stessa cosa su una scala molto più grande.
Mette quindi da parte per il momento i suoi propositi di uccidere Gerald Tarrant e propone all'adepto di viaggiare con lui verso il continente orientale per andare fino in fondo alla faccenda.

### L'Oceano del Sole Nero
Il Reverendo Vryce e Gerald Tarrant, insieme a una donna Rakh di nome Hesseth, partono a bordo di una nave per attraversare l'oceano e raggiungere il continente orientale. Raggiuntolo, scoprono che le spedizioni dei secoli precedenti erano arrivate a destinazione e si è nel frattempo sviluppato un prosperoso continente, dove il livello tecnologico sembra essere più sviluppano che nel continente occidentale. Sono di uso comune navi a vapore e armi da fuoco e si organizzano addirittura spettacoli di fuochi d'artificio senza timore che questi possano esplodere a causa del Fae influenzato dalla mente umana. Sembra infatti che gli uomini, guidati da una forte Chiesa centralizzata, abbiano imparato a controllare la loro influenza sul Fae.
Sembra troppo bello per essere vero, ed infatti presto il gruppo scopre la corruzione che si annida nelle più alte sfere della Chiesa, posti tutti occupati da donne Rakh che nascondono la loro identità grazie all'uso del Fae delle Maree e che sono solo il primo passo di un complesso piano di invasione del continente.
La mente di questa invasione sembra trovarsi a sud, nelle terre più meridionali del continente, e Damien, Gerald e Hesseth si mettono in viaggio in quella direzione.
Durante il viaggio salvano una bambina di nome Jenseny, figlia di un dignitario ucciso in un attacco di Rakh agli ordini del Principe Immortale mente dell'invasione, che senza saperlo è un'adepta in grado di utilizzare il Fae delle Maree.
Una notte inoltre Tarrant riceve un messaggio da parte del Principe Immortale, che gli propone uno scambio: l'adepto dovrà tradire i suoi compagni e consegnarglieli in cambio dell'immortalità.
Raggiunte le desertiche terre dove si trova il palazzo del Principe, che si scopre essere come la Signora di Lema un burattino controllato dal demone Iezu Calesta, Tarrant conduce i suoi compagni in una trappola. Quando tutto sembra perduto però un colpo di scena ribalta la situazione, e anche questa volta il nemico viene sconfitto e i piani di Calesta vanificati.
La guerra con Calesta è però appena cominciata, e Damien e Gerald devono affrettarsi a tornare a casa, nel continente occidentale, dove lo Iezu ha intenzione di giocare l'ultima battaglia contro di loro.

### La Corona Nascosta
Un amaro benvenuto accoglie Damien Vryce e Gerald Tarrant al loro ritorno nel continente occidentale, dopo un secondo lungo viaggio attraverso l'oceano: il demone Calesta ha già iniziato a mettere in atto la sua vendetta, distruggendo con una terribile mareggiata una città costiera e aizzando con l'inganno orde di fanatici religiosi a compiere scorrerie verso i diversi templi di Jaggonath. Inoltre è riuscito a conquistare le fiducia di Andrys Tarrant, ultimo discendente di Gerald Tarrant il quale odia profondamente il suo antenato per avere ucciso tutti gli altri membri della sua famiglia, e intende mostrargli il modo per avere la sua vendetta sul Cacciatore.
Arrivati a Jaggonath, Damien scopre che in realtà il Patriarca della Chiesa dell'Unificazione, fermamente contrario alla magia e all'uso del Fae, è lui stesso un adepto pur senza saperlo, e Tarrant decide di rivelargli questa verità e mostrargli come liberare i propri poteri, convinto che il Patriarca sia la chiave per salvare la Chiesa e sventare i piani di Calesta.
Così facendo però Tarrant suscita l'ira dell'Innominato, l'oscura e malvagia entità con la quale aveva stretto un patto secoli prima diventando l'immortale Cacciatore, già in collera con lui perché con le sue azioni aveva involontariamente salvato milioni di vite nel continente orientale.
L'adepto è così imprigionato dall'Innominato nel suo personale infermo, ma grazie all'aiuto di Karril, un altro Iezu amico di Tarrant, Damien riesce a fare un patto con l'Innominato e a salvare il suo compagno, almeno temporaneamente: Tarrant ha trentun giorni di tempo per trovare un altro modo per sostentare la sua vita immortale. Scaduto quel termine il suo contratto con L'innominato avrà termine e lui morirà.
Per Damien e Gerald però la priorità è un'altra: trovare un modo per fermare Calesta. Uno Iezu infatti può essere distrutto solamente dall'emozione opposta a quella di cui si nutre e per Calesta, che sogna un mondo governato dal sadismo, questa è l'altruismo. 

I due si mettono quindi in viaggio verso nord, in direzione del Monte Shaitan, un grande vulcano attivo non lontano dalla Foresta, che si dice essere il luogo di nascita di tutti gli Iezu. Qui Tarrant, attingendo al mortale potere del Fae della Terra reso rovente dal vulcano, si sacrifica uccidendo con il suo atto di altruismo anche Calesta.
La storia però non è ancora giunta al termine, e a questo punto fa la sua apparizione la madre degli Iezu, una creatura aliena che ha creato i suoi "figli" utilizzando emozioni sottratte ad alcuni esseri umani. Per rimpiazzare Calesta essa prende il Cacciatore da Gerald Tarrant, la parte di lui che si cibava di dolore e paura, ma così facendo riporta l'adepto in vita, anzi alla vera vita.
Nel frattempo Andrys Tarrant, istigato da Calesta, è riuscito a convincere il Patriarca a intraprendere una crociata contro la Foresta, per distruggere del tutto il regno del Cacciatore.
Mentre la Foresta è ormai in fiamme Damien e Gerald ritornano alla fortezza del Cacciatore attraverso un passaggio segreto nella speranza di salvare alcuni appunti di Tarrant sugli Iezu, ma vengono raggiunti da Andrys nella biblioteca. Tarrant dice a Damien di andare via, perché si tratta di una questione di famiglia che deve risolvere da solo, ma dopo alcuni minuti è Andrys a uscire dalla fortezza, con in mano la testa mozzata del Cacciatore, ponendo così definitivamente fine al suo regno di terrore.
Intanto l'originario sacrificio di Tarrant su Monte Shaitan, ed un successivo sacrificio da parte del Patriarca, hanno influenzato profondamente la natura del Fae, e adesso gli uomini non riescono più a manipolarlo, né volontariamente né meno, a meno che non siano disposti a morire per farlo. Senza l'interferenza del Fae forse gli uomini potranno finalmente ritrovare la loro perduta tecnologia, come segnato dal Profeta secoli prima.

## I Personaggi

### Protagonisti
Filo conduttore di tutta la saga è il rapporto tra Damien Vryce e Gerald Tarrant, due personaggi apparentemente agli antipodi e che in un'altra situazione non esiterebbero ad uccidersi a vicenda, costretti ad allearsi contro un nemico comune e a viaggiare insieme. La psicologia dei due personaggi evolve profondamente nel corso della storia in conseguenza delle prove che dovranno affrontare e delle loro conoscenza reciproca.
- Reverendo Damien Vryce

Il Reverendo Damien Vryce è un sacerdote guerriero della Chiesa dell'Unificazione, che occupa una posizione abbastanza elevata nella gerarchia della Chiesa. È, almeno inizialmente, fermamente devoto alla sua fede e si impegna anima e corpo nel combattere il male. È un combattente molto abile che durante i suoi viaggi in molte occasioni ha affrontato e sconfitto demoni e altre malvagie creature generate dal Fae, ed è inoltre uno stregone le cui abilità sono incentrate sulla guarigione.
Appartiene all'ordine di cavalieri, fondato secoli prima dal Profeta, che combinano l'appartenenza alla Chiesa con la capacità di lavorare il Fae e usarlo per svolgere con maggiore efficacia la loro missione.
Scoprire la vera identità del Cacciatore è per lui uno shock e viaggiare in compagnia di Gerald Tarrant mette a dura prova le sue convinzioni e gli causa diversi conflitti interiori quando è costretto ad accettare il suo aiuto o a salvargli la vita.
- Gerald Tarrant

Uno dei personaggi più complessi e affascinanti della saga, la storia di Gerald Tarrant inizia circa 900 anni prima dell'epoca descritta nei romanzi. Adepto estremamente potente, sognava un mondo in cui gli uomini potessero controllare la propria influenza sul Fae e avere così la possibilità di recuperare la tecnologia dei propri antenati. Per questo motivo riscrisse la maggior parte dei testi sacri della Chiesa dell'Unificazione, creando preghiere attraverso le quali si modellasse il Fae rafforzando la Chiesa, e diventandone il suo Profeta.
Le sue abilità gli fornirono grande fama e il titolo di Neoconte di Merentha, ma alla fine venne espulso in quanto adepto dalla sua stessa Chiesa, che travisò le sue parole sull'uso del Fae e lo condannò all'inferno.
Sentendo la morte imminente a soli 29 anni a causa di un problema cardiaco e temendo l'inferno, sentì la necessità di avere più tempo, e strinse un oscuro patto con una entità generata dai peccati e dagli oscuri desideri degli uomini: uccise così la sua famiglia, ad eccezione del figlio maggiore, e sacrificò la sua umanità diventando il Cacciatore, un essere non morto che si ciba delle emozioni e soprattutto della paura delle persone che caccia e uccide nella sua Foresta.
La sua nuova condizione gli ha permesso di sopravvivere per 900 anni, e durante questo periodo la fama della malvagità del Cacciatore, unita a quella del suo potere, è cresciuta a dismisura. Nessuno conosce però la sua vera identità, e nel tempo si è perso il ricordo del vero nome del Profeta della Chiesa.
In quanto una sorta di vampiro, Tarrant è ferito dal sole ed una completa esposizione ad esso può ucciderlo. Controlla senza difficoltà il Fae della Terra, ed è inoltre in grado di utilizzare l'elusivo e potente Fae Oscuro.
Elemento che accompagna l'evolversi della storia e i suoi viaggi in compagnia del Reverendo Vryce è la redenzione di Tarrant, che alla fine arriverà a sacrificare la sua vita per salvare l'umanità dal demone Calesta.

### Altri Personaggi
- Ciani di Faraday

Ciani è un'adepta che gestisce un negozio di oggetti lavorati a Jaggonath. È una delle prime persone che il Reverendo Damien Vryce incontra al suo arrivo in città all'inizio de Il Cavaliere del Sole Nero, e di lei si innamora ricambiato.

Quando una notte un gruppo di creature l'attacca privandola dei suoi ricordi e dei suoi poteri di adepta Damien decide di mettersi in viaggio verso le Terre dei Rakh alla ricerca dei suoi assalitori. È questo lo spunto che dà il via ai principali eventi del primo romanzo.
- Senzei Reese

Senzei "Zen" Reese è un mago che lavora come assistente nel negozio di oggetti magici di Ciani. Non ha mai lasciato la città, ma dopo l'attacco a Ciani non esita a partire insieme a Damien alla ricerca dei suoi assalitori. Come mago Senzei è in grado di lavorare il Fae, ma è ossessionato dal non riuscire a vedere naturalmente lo scorrere delle sue correnti e dal non poterlo padroneggiare in modo istintivo, caratteristica esclusiva degli adepti.
- Patriarca dell'Est

Il Patriarca è uno dei due massimi esponenti della Chiesa dell'Unificazione, e il capo indiscusso della Chiesa nella regione dell'Est, dove ha la sua sede a Jaggonath. È fermamente convinto che la fede e l'uso del Fae debbano essere tenute ben separate, e per questo si dimostra subito ostile nei confronti del Reverendo Vryce, inviato a Jaggonath dalla Matriarca dell'Ovest proprio per mostrare come conciliare fede e magia. Nel terzo volume della trilogia si scoprirà che il Patriarca stesso è, pur rifiutandosi di ammetterlo, un adepto, e Gerald Tarrant gli mostrerà come risvegliare i suoi poteri per salvare la Chiesa.
- Hesseth

Hesseth è una donna Rakh che Damien, Tarrant, Senzei e Ciani incontrano durante il loro viaggio nelle Terre dei Rakh nel primo volume della trilogia. È una dei pochi membri della sua razza in grado di parlare la lingua degli umani, e
per questo si unirà al gruppo per aiutarli a sconfiggere la Signora di Lema, la persona a capo delle creature che hanno attaccato Ciani e che sta causando dei problemi anche nelle stesse Terre dei Rakh. Dopo la sua sconfitta accompagnerà quindi Damien e Gerald anche nel continente orientale ne L'Oceano del Sole Nero. 

Hesseth è un'abile guerriera ed inoltre essendo i Rakh una razza nativa di Erna è in grado di manipolare il Fae in modo inconscio, senza bisogno delle parole e dei rituali necessari agli umani. Inizialmente odia gli uomini, anche a causa delle passate guerre tra le due razze, ma i viaggi in compagnia di Damien e poi di Jenseny nel continente orientale faranno mutare il suo atteggiamento.
- Jenseny

Jenseny è una bambina figlia di un dignitario del continente orientale. È un'adepta senza sapere di esserlo e in un paese dove chi utilizza il Fae è visto come un pericolo. E talvolta sopraffatta dai suoi poteri che ancora non capisce, che la causano malori e attacchi di panico. È in grado di manipolare il Fae delle Maree, una capacità fino a quel momento sconosciuta agli umani. 

Quando il palazzo di suo padre viene attaccato da alcune creature mandate dal Principe Immortale lei riesce a fuggire e sarà infine salvata da Damien, Tarrant e Hesseth. Si unirà quindi a loro nel viaggio verso le terre del Principe, dove giocherà un ruolo determinante nella sconfitta del nemico.
- Karril

Karril è uno Iezu, un demone potente e dotato di intelligenza che si nutre di una particolare emozione degli umani, senza ucciderli facendolo, e che può essere ucciso solo dall'emozione opposta è questa. Nel caso di Karril, egli si nutre del piacere e può essere ucciso dall'apatia. 

Karril fa una breve apparizione agli inizi de Il Cavaliere del Sole Nero subito dopo l'attacco a Ciani, spiegando a Damien e Senzei cosa è successo all'adepta e come fare per restituirle ciò che le è stato tolto, e diventa un personaggio più importante nei successivi due romanzi. Conosce da diversi secoli Gerald Tarrant, il primo essere umano con cui ha parlato, e pur non condividendo i modi brutali del Cacciatore trae sostentamento dal piacere che egli prova nell'uccidere le sue vittime e considera Tarrant una sorta di amico. Per questo lo aiuterà in un momento di difficoltà ne L'Oceano del Sole Nero e guiderà addirittura Damien Vryce attraverso l'inferno per salvare Tarrant ne La Corona Nascosta.
- Andrys Tarrant

Andrys Tarrant è l'ultima persona ancora in vita della famiglia di Gerald Tarrant, discendente dal figlio maggiore del Neoconte di Merentha che egli aveva lasciato in vita quando aveva sacrificato la sua famiglia per diventare il Cacciatore. Fisicamente assomiglia tantissimo a Gerald, solamente un po' meno pallido e più robusto, mentre caratterialmente è un uomo debole ed effeminato, dipendente dalla droga e dall'alcol. Odia profondamente il suo antenato da quando egli ha ucciso tutto il resto della sua famiglia: nel lasciare la sua linea di discendenza Gerald aveva ordinato che nessuno avrebbe mai dovuto reclamare per sé il titolo di Neoconte di Merentha, ma il fratello maggiore di Andrys lo aveva fatto e la sua pena e quella degli altri suoi parenti era stata la morte. Solo Andrys era stato lasciato in vita per continuare la discendenza. 

Andrys viene introdotto nel terzo volume della trilogia, quando il demone Calesta gli offrirà il suo aiuto per cancellare gli incubi che lo assillano - in realtà volendolo usare per compiere la sua vendetta contro Gerald Tarrant - e giocherà un ruolo piccolo ma importante nell'epilogo della storia.

### Antagonisti
- Signora di Lema

La Signora di Lema è l'antagonista principale de Il Cavaliere del Sole Nero. È lei ad avere inviato a Jaggonath le creature che attaccano Ciani causandole la perdita dei suoi poteri. È una potente stregona che vive al centro delle terre dei Rakh ed è convinta che impadronendosi dell'essenza di alcuni adepti potrà diventare un'adepta egli stessa.

Ha costruito la sua fortezza sopra una zona di faglia per poter incanalare l'energia del Fae della Terra e sarà proprio questo la causa della sua sconfitta, quando Tarrant con un inganno la convincerà a lavorare nel momento in cui la rottura dei suoi sigilli contro i terremoti causerà il rilascio istantaneo di tutta l'energia da essi trattenuta.
Nell'epilogo del libro si scoprirà che ella era stata manipolata da uno Iezu di nome Calesta.
- Principe Immortale

Il Principe Immortale è l'antagonista principale de L'Oceano del Sole Nero e la mente che sta dietro l'invasione che sta avendo luogo nel continente orientale. È un adepto che vive nelle terre più meridionali del continente orientale e ha trovato un modo per vivere in eterno, trasferendo la propria mente da un corpo a un altro quando il precedente inizia ad essere troppo vecchio o viene ferito.
Come la Signora di Lema egli è in realtà un burattino nelle mani del demone Calesta.
- Calesta

Calesta è il principale antagonista della trilogia, colui che stava dietro i piani della Signora di Lema e del Principe Immortale. È uno Iezu e come tale si nutre di una particolare emozione umana. Nel suo caso si tratta del sadismo, e per questo egli sogna un mondo governato dall'odio e dalla violenza. Non può agire direttamente sulle cose o lavorare il Fae, ma è in grado di manipolare le persone grazie all'illusione.

Durante il corso del terzo volume della serie Damien e Tarrant riescono a capire che l'unica cosa in grado di uccidere Calesta è l'altruismo - l'emozione opposta a quella di cui si nutre - e Terrant alla fine decide di sacrificare la propria vita distruggendo così anche il demone.

## Curiosità
Nell'edizione originale inglese le copertine di tutti e tre i libri della serie sono state illustrate dal disegnatore Michael Whelan e raffigurano tutte lo stregone Gerald Tarrant.
Nell'edizione italiana pubblicata da Editrice Nord la copertina de Il Cavaliere del Sole Nero è opera di Bruce Pennington, quella de L'Oceano del Sole Nero di Mick van Houten e il terzo libro, La Corona Nascosta, riporta la copertina originale di Michael Whelan.